# Opdrift (statisk)
 For alternative betydninger, se Opdrift. (Se også artikler, som begynder med Opdrift)
Statisk opdrift, også set beskrevet som Arkimedes' lov, er en opadrettet kraft, der påvirker et legemes position i en given væske eller gas, som legemet befinder sig i.

## Påvirkninger
Der er to modsatrettede kræfter, der påvirker legemets position:
- Tyngdekraften, der trækker legemet nedad.
- Opdriften, der skubber legemet opad.

Tyngdekraften {\displaystyle F_{g}} er givet ved Newtons tyngdelov:
{\displaystyle F_{g}=-m\cdot g}
hvor {\displaystyle m} legemets masse og {\displaystyle g} er tyngdeaccelerationen.
Opdriften {\displaystyle F_{\text{opdrift}}} derimod er beskrevet af Archimedes lov:
Matematisk kan det skrives som:
{\displaystyle F_{\text{opdrift}}=\rho \cdot V\cdot g}
{\displaystyle V} står for volumen, som i dette tilfælde er den fortrængte væske, mens {\displaystyle \rho } er densiteten af den fortrængte væske.
Den samlede kraft {\displaystyle F_{\text{tot}}} på et legeme, der er helt eller delvist nedsunket i en væske, er altså givet ved:
{\displaystyle F_{\text{tot}}=\rho \cdot V\cdot g-mg}
Når de to kræfter er lige stor, er den samlede kraft altså nul, og legemet bliver ikke accelereret.

### Eksempel

#### Træ og vand
Et stykke træ har lavere massefylde end vand, hvilket gør, at massen af det fortrængte vand er større end selve træets masse, og derfor vil træet flyde ovenpå.
Modsat dette er træets massefylde større end atmosfærens. Derfor er massen af det fortrængte stof en del lavere end selve træets, og opdriften på træet vil da være lavere end tyngdekraften på det, og det vil falde til jorden.

## Opdriftsformer
De skelnes mellem forskellige former:
- Hydrostatiske opdrift, som påvirker skibe, pontoner, tømmerflåder o.lign.
- Aerostatiske opdrift, som påvirker balloner og luftskibe (aerostater).

### Eksempler
Andre eksempler:
- Is stiger opad i vand.
- Gasbobler (luft eller CO2) i sodavand og akvarier stiger opad.

#### Varm luft og kold luft
Pga. en tordenstorms voldsomme statiske opdrift i det østlige Australien blev den 35-årige paraglider Ewa Wisnierska suget op i ca. 9.940 meters højde, fra ca. 800 meters højde (gennemsnitlig 10 m/s; 36 km/t), i løbet af ca. 15 minutter med lyn og torden omkring sig og mistede bevidstheden i 30 minutter – og overlevede. Hun var blevet overiset, men formåede efter at være kommet til bevidsthed i ca. 500 meters højde, at lande og derefter kontakte sit team. Hendes højde (og position) blev målt med GPS.